# Коул, Мэтт
Мэтт Коул (англ. Matt Cole; 7 ноября 1996, Чикаго, Иллинойс) — профессиональный американский футболист, принимающий и игрок специальных команд клуба НФЛ «Вашингтон Коммандерс». На студенческом уровне выступал за команду университета Маккендри во II дивизионе NCAA.

## Биография
Мэтт Коул родился 7 ноября 1996 года в Чикаго. Учился в старшей школе Кюри Метрополитан, в составе её футбольной команды в течение трёх сезонов играл на позициях слот-ресивера и корнербека. После окончания школы поступил в университет Маккендри в Лебаноне.

### Любительская карьера
В 2016 году Коул дебютировал в составе «Маккендри Беаркэтс» в турнире II дивизиона NCAA. Он сделал восемь приёмов и набрал 147 ярдов, занеся один тачдаун. Помимо этого, он был одним из ключевых игроков специальных команд: за сезон он сделал 15 захватов и набрал 67 ярдов за три попытки возврата начальных ударов. В 2017 году Коул записал на свой счёт 20 приёмов на 178 ярдов с одним тадчауном. Ещё 121 ярд он набрал на выносе.
В 2018 году Коул сыграл за «Беаркэтс» в одиннадцати матчах, набрав 132 ярда выносом и 354 ярда на приёме. Основной вклад в результаты команды он внёс как возвращающий игрок. Его 708 ярдов на возвратах начальных ударов стали новым рекордом команды. В 2019 году он стал основным принимающим и в одиннадцати матчах набрал 939 ярдов с 12 тачдаунами. По итогам сезона Коул был признан игроком года специальных команд в конференции Грейт-Лейкс-Вэлли.

### Профессиональная карьера
На драфте НФЛ 2020 года Коул остался невыбранным. В статусе свободного агента он подписал контракт с «Майами Долфинс», не сумел пробиться в основной состав и провёл несколько месяцев в тренировочном составе клуба. В декабре 2020 года он заключил соглашение с «Сан-Франциско Форти Найнерс». В составе «Сан-Франциско» Коул дебютировал в НФЛ, проведя один матч как игрок специальных команд и отметившись двумя захватами. В мае 2021 года клуб отчисилил его.
Следующими весной и летом Коул работал в тренировочных составах «Нью-Йорк Джетс» и «Нью-Йорк Джайентс», сыграв в трёх предсезонных матчах. В октябре 2021 года он подписал контракт с «Каролиной». В команде он провёл три месяца, приняв участие в одном матче регулярного чемпионата как игрок специальных команд. В декабре Коул перешёл в «Сиэтл Сихокс», где провёл заключительную часть сезона. В январе 2022 года с ним был подписан фьючерсный контракт, а в мае клуб отчислил его. 
В августе 2022 года Коул подписал контракт с клубом «Вашингтон Коммандерс».